# Harley Jane Kozak
Harley Jane Kozak, född 28 januari 1957 i Wilkes-Barre i Pennsylvania, är en amerikansk skådespelare och författare. Kozak har bland annat medverkat i filmer som Clean and Sober (1988), När Harry träffade Sally... (1989), Föräldraskap (1989) och Imse vimse spindel (1990).

## Filmografi i urval
- 1986 – Highway to Heaven (TV-serie)
- 1988 – Clean and Sober
- 1989 – När Harry träffade Sally...
- 1989 – Föräldraskap
- 1990 – Imse vimse spindel
- 1991 – Lagens änglar (TV-serie)
- 1991 – Tuffa tag grabbar
- 1991 – Allt jag vill ha i julklapp
- 1993–1994 – Harts of the West (TV-serie)
- 1996 – Titanic (Miniserie)
- 1997 – Stargate SG-1 (TV-serie) (1 avsnitt)
- 1998 – Chicago Hope (TV-serie)
- 1998 – Emmas önskan (TV-film)
- 2000 – Once and Again (TV-serie)
- 2015 – A Kind of Magic